# 아무르만

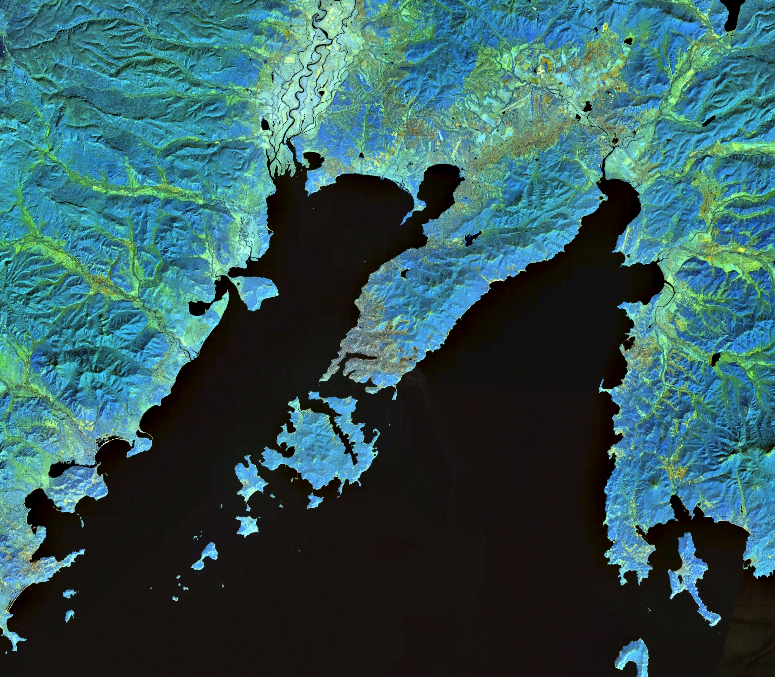
표트르대제만: 아무르만 (왼쪽), 무라비요프-아무르스키반도 그리고 우수리만(오른쪽)

아무르만(러시아어: Амурский Залив, Amurskiy Zaliv)은 러시아 극동 표트르대제만의 주요 만이며, 길이는 대략 65km, 너비는 10km에서 20km이며, 깊이는 20m이다. 그것은 동보스포루스 해협에 의해 연결되고, 무라비요프-아무르스키반도와 예브게니 군도에 의해 분리되는 우수리만으로 형성된 더 큰 만의 일부이다. 암바강, 라즈돌나야강, 나르바강 및 바라바세프카강은 모두 아무르만으로 흐른다.
행정적으로 아무르만은 전적으로 러시아 연해주에 있다. 러시아 극동에서 가장 큰 도시이자 프리모르스키 지방의 주도인 블라디보스토크는 무라비요프-아무르스키반도와 예브게니 군도의 만의 동쪽 해안을 따라 위치해 있다. 만의 일부는 A-370 고속도로의 아무르만교와 교차하며, 이 다리는 데프리스 반도와 블라디보스토크의 소베츠키구를 연결한다. 아무르만에는 많은 요양소가 있는 프리모르스키 지방의 인기 있는 관광 및 해변 휴양지와 어린이 여름 캠프가 있는 레크리에이션 지역이다.

## 갤러리

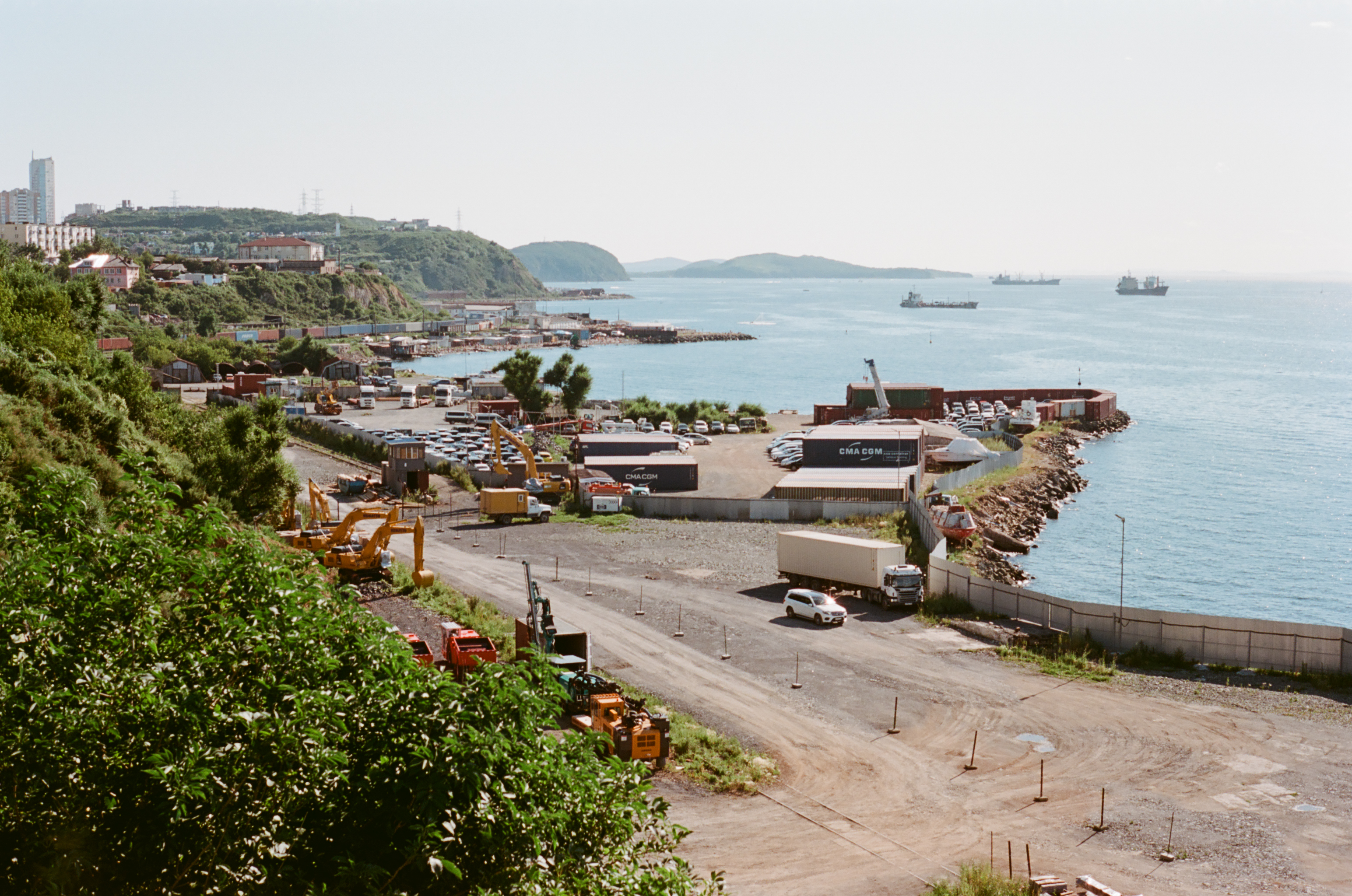
블라디보스톡에서 아무르만 해변
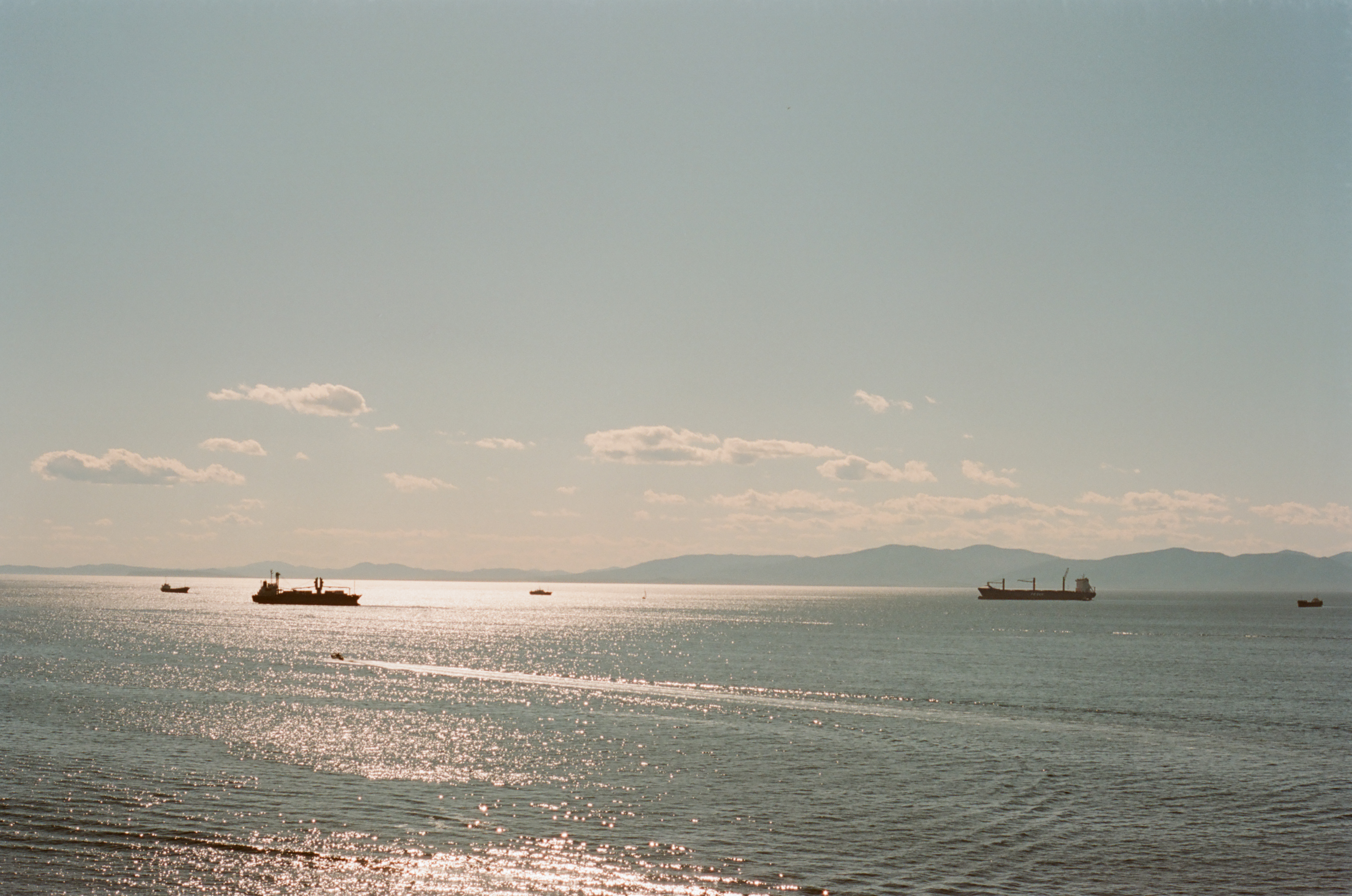
아무르만